# Elah völgyében
Az Elah völgyében (eredeti cím: In the Valley of Elah) 2007-ben bemutatott amerikai filmdráma Paul Haggis írásában és rendezésében. Főszereplői az alakításáért Oscar-díjra jelölt Tommy Lee Jones és Charlize Theron.
Bemutatója Észak-Amerikában 2007 szeptemberében volt, Magyarországon 2008. április 10-én került a mozikba.
A címben szereplő hely az a völgy, ahol Dávid és Góliát küzdött meg egymással. A filmet igaz történet ihlette.

## Szereplők
| Karakter                | Színész                | Magyar hang      | Megjegyzés                                                                    |
| ----------------------- | ---------------------- | ---------------- | ----------------------------------------------------------------------------- |
| Hank Deerfield          | Tommy Lee Jones        | Reviczky Gábor   | Nyugalmazott katonai rendész, aki az iraki háborúból hazatért fiát kutatja.   |
| Emily Sanders nyomozónő | Charlize Theron        | Orosz Anna       | Az új-mexikói Fort Rudd városának rendőrnyomozója, aki Hank segítségére lesz. |
| Joan Deerfield          | Susan Sarandon         | Andresz Kati     | Hank felesége, Mike Deerfield anyja.                                          |
| Dan Carnelli őrmester   | James Franco           | Földi Tamás      | Őrmester Mike Deerfield új-mexikói bázisán.                                   |
| Mike Deerfield tizedes  | Jonathan Tucker        | Markovics Tamás  |                                                                               |
| Evie                    | Frances Fisher         | Hirling Judit    |                                                                               |
| Buchwald főnök          | Josh Brolin            | Koncz István     | Sanders felettese.                                                            |
| Kirklander hadnagy      | Jason Patric           | Péter Richárd    | A Deerfield fiának ügyében illetékes hatóság hadnagya.                        |
| Arnold Bickman          | Barry Corbin           | Várday Zoltán    |                                                                               |
| Steve Penning tizedes   | Wes Chatham            | Seszták Szabolcs |                                                                               |
| Gordon Bonner tizedes   | Jake McLaughlin        | Vári Attila      |                                                                               |
| Ennis Long tizedes      | Mehcad Brooks          | Csík Csaba       |                                                                               |
| Nugent nyomozó          | Wayne Duvall           | Bartók László    |                                                                               |
| Robert Ortiez közlegény | Victor Wolf            | Szatmári Attila  |                                                                               |
| Telefontechnikus        | Rick Gonzalez          | Joó Gábor        |                                                                               |
| Hodge nyomozó           | Brent Briscoe          | Beratin Gábor    | Nyomozó.                                                                      |
| Burke hadnagy           | Brent Sexton           | Albert Péter     |                                                                               |
| Manny Nunez nyomozó     | Greg Serano            | Haagen Imre      |                                                                               |
| David Sanders           | Devin Brochu           | Morvay Bence     |                                                                               |
| Angie                   | Zoe Kazan              | Kiss Anikó       |                                                                               |
| Wayne nyomozó           | Glenn Taranto          |                  |                                                                               |
| Jodie                   | Jennifer Siebel Newsom | Szabó Gertrúd    |                                                                               |
| Iskolai gondnok         | Joseph Bertot          |                  |                                                                               |
| Jo Anne                 | Jo Harvey Allen        | Koffler Gizi     |                                                                               |

## Történet
Hank Deerfield, a visszavonult háborús veterán telefonhívást kap a hadsereg képviselőjétől, miszerint fia hivatalos engedély nélkül elhagyta állomáshelyét néhány nappal azután, hogy bajtársaival visszatért Irakból. Deerfield Pick-upjával fia bázisára utazik, hogy kiderítse, mi történt Mike-kal valójában odaát a harctéren és hazaérkezése után. A hadirendész múlttal rendelkező Hank maga kezd nyomozásba, mikor a helyi hatóságok vonakodnak segíteni neki. Hamarosan azonban a dezertálási ügy teljesen megváltozik, s Emily Sanders detektívre vár a feladat, hogy Hankkel kibogozza a zűrös szálakat, amik átfonják a mexikói kábítószer-kereskedelmet, az éjjeli szórakozóhelyeket és a katonaszállást is. Az igazságra rálelni azonban könnyebb, mint szembenézni vele.

## Háttér

### Igaz történet alapján
Noha a cselekmény kitaláció, s a neveket és helyeket is megváltoztatták az alkotók, a történet határozott hasonlósággal bír Richard Davis esetével, akit 2003-ban, az iraki háborúból való hazatértekor gyilkoltak meg. Davis apja, Lanny Davis, korábbi katonai rendőr, aki a Tommy Lee Jones játszotta Deerfieldhez hasonlóan maga folytatta le a nyomozást, így kommentálta a filmet: „Erőteljes film és jó film. Sok embert el fog gondolkodtatni.”
Cilla McCain szerző non-fikciós könyv formájában dolgozza fel a Davis-ügyet Murder in Baker Company: The Forgotten Soldier címmel. Egy McCain kutatásain alapuló dokumentumfilm szintén készül, részben Paul Haggis író-rendező finanszírozásában.

### Inspiráció és szereposztás
Haggisra Mark Boal a Playboyban közölt 2004-es riportja volt hatással.
A forgatókönyvet Clint Eastwood és Charlize Theron személyére írta, azonban Eastwood már nem kívánt a kamera előtt munkát vállalni. A Theron által alakított Sanders felettesének szerepében Josh Brolin az eredetileg kijelölt Tim McGraw-t váltotta.

### Forgatási helyszínek
A film felvételei 2006. december 1-jén kezdődtek meg. Az amerikai helyszíneinek forgatása az új-mexikói Albuquerque-ben és Whiteville-ben, Tennessee államban zajlottak. A filmben Irakként megjelenő ország valójában Marokkó.

## Fogadtatás
A film nagyrészt pozitív kritikákat kapott. A Rotten Tomatoes oldalán 71%-os értékelésen áll több mint 140 vélemény alapján.

### Jelentősebb díjak és jelölések
| Díj       | Kategória       | Jelöltek        | Nyert-e? |
| --------- | --------------- | --------------- | -------- |
| Oscar-díj | legjobb színész | Tommy Lee Jones |          |